# Finale de la Coupe Stanley 1922
Année précédente Année suivante
La finale de la Coupe Stanley 1922 fait suite aux saisons 1921-1922 de la Ligue nationale de hockey et de l'Association de hockey de la Côte du Pacifique.

## Finale de la Coupe Stanley
La finale de la Coupe Stanley a lieu à Toronto au Canada entre les St. Patricks de Toronto de la LNH et les Millionnaires de Vancouver de la PCHA, en alternant les règles de la PCHA et la LNH.
| 17 mars | Toronto | 3-4 (2-3, 1-0, 0-1) | Vancouver | Arena Gardens |

| Feuille de match | Feuille de match                                   | Feuille de match            | Feuille de match                                                               | Feuille de match           |
| ---------------- | -------------------------------------------------- | --------------------------- | ------------------------------------------------------------------------------ | -------------------------- |
|                  | Dye — 1 min 7 s Randall — 10 min 30 s Dye — 28 min | 1-0 1-1 1-2 2-2 2-3 3-3 3-4 | Adams — 2 min 30 s Adams — 5 min 30 s MacKay — 14 min 30 s Adams — 36 min 30 s | Arbitrage : Cooper Smeaton |
| Roach            | Gardiens                                           | Lehman                      |                                                                                | Arbitrage : Cooper Smeaton |
|                  |                                                    |                             |                                                                                | Arbitrage : Cooper Smeaton |
|                  |                                                    |                             |                                                                                | Arbitrage : Cooper Smeaton |

| 21 mars | Toronto | 2-1 (pr) (0-1, 0-0, 1-0, 1-0) | Vancouver | Arena Gardens |

| Feuille de match | Feuille de match                        | Feuille de match | Feuille de match | Feuille de match           |
| ---------------- | --------------------------------------- | ---------------- | ---------------- | -------------------------- |
|                  | Denneny — 21 min 45 s Dye — 64 min 50 s | 0-1 1-1 2-1      | Adams — 13 min   | Arbitrage : Cooper Smeaton |
| Roach            | Gardiens                                | Lehman           |                  | Arbitrage : Cooper Smeaton |
|                  |                                         |                  |                  | Arbitrage : Cooper Smeaton |
|                  |                                         |                  |                  | Arbitrage : Cooper Smeaton |

| 23 mars | Toronto | 0-3 (0-1, 0-1, 0-1) | Vancouver | Arena Gardens |

| Feuille de match | Feuille de match | Feuille de match | Feuille de match                             | Feuille de match           |
| ---------------- | ---------------- | ---------------- | -------------------------------------------- | -------------------------- |
|                  |                  | 0-1 0-2 0-3      | Cook — 15 min Adams — 24 min Oatman — 58 min | Arbitrage : Cooper Smeaton |
| Roach            | Gardiens         | Lehman           |                                              | Arbitrage : Cooper Smeaton |
|                  |                  |                  |                                              | Arbitrage : Cooper Smeaton |
|                  |                  |                  |                                              | Arbitrage : Cooper Smeaton |

| 25 mars | Toronto | 6-0 (2-0, 3-0, 1-0) | Vancouver | Arena Gardens |

| Feuille de match, | Feuille de match,                                                                            | Feuille de match,       | Feuille de match, | Feuille de match,          |
| ----------------- | -------------------------------------------------------------------------------------------- | ----------------------- | ----------------- | -------------------------- |
|                   | Andrews — 12 min Dye — 15 min Dye — 26 min Andrews — 30 min Denneny — 38 min Smylie — 57 min | 1-0 2-0 3-0 4-0 5-0 6-0 |                   | Arbitrage : Cooper Smeaton |
| Roach             | Gardiens                                                                                     | Lehman                  |                   | Arbitrage : Cooper Smeaton |
|                   |                                                                                              |                         |                   | Arbitrage : Cooper Smeaton |
|                   |                                                                                              |                         |                   | Arbitrage : Cooper Smeaton |

| 28 mars | Toronto | 5-1 (2-0, 1-0, 2-1) | Vancouver | Arena Gardens |

| Feuille de match | Feuille de match                                                                  | Feuille de match        | Feuille de match    | Feuille de match           |
| ---------------- | --------------------------------------------------------------------------------- | ----------------------- | ------------------- | -------------------------- |
|                  | Dye — 3 min Dye — 4 min 50 s Denneny — 27 min Dye — 41 min 15 s Dye — 44 min 15 s | 1-0 2-0 3-0 4-0 5-0 5-1 | Adams — 54 min 20 s | Arbitrage : Cooper Smeaton |
| Roach            | Gardiens                                                                          | Lehman                  |                     | Arbitrage : Cooper Smeaton |
|                  |                                                                                   |                         |                     | Arbitrage : Cooper Smeaton |
|                  |                                                                                   |                         |                     | Arbitrage : Cooper Smeaton |

## Effectif champion

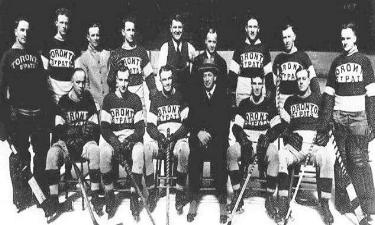
Les vainqueurs de la Coupe Stanley

- Joueurs : Lloyd Andrews, Harry Cameron, Corbett Denneny, Cecil Dye, Eddie Gerard, Stan Jackson, Ivan Mitchell, Reg Noble (capitaine), Ken Randall, John Ross Roach, Rod Smylie, Ted Stackhouse, Billy Stuart.
- Encadrement : Charlie Querrie, George O’Donoghue.